# Belgique au Concours Eurovision de la chanson 2002
La Belgique a participé au Concours Eurovision de la chanson 2002 ayant lieu à Tallinn, en Estonie. C'est la 44e participation belge au Concours Eurovision de la chanson, après s'être retiré l'année précédente.
Le pays est représenté par le groupe Sergio & The Ladies et la chanson Sister, sélectionnés lors de l'émission Eurosong organisée par la Vlaamse Radio- en Televisieomroep (VRT).

## Sélection

### Eurosong 2002
Le radiodiffuseur belge pour les émissions néerlandophones, la Vlaamse Radio- en Televisieomroep (VRT), sélectionne au moyen de la finale nationale Eurosong 2002 l'artiste et la chanson représentant la Belgique au Concours Eurovision de la chanson 2002.
La sélection nationale, présentée par Bart Peeters, a lieu du 20 janvier au 17 février 2002 dans la ville flamande Schelle, située dans la province d'Anvers.
Les points ont été attribués par quatre jurys : un jury professionnel, composé de Andrea Croonenberghs (nl), Marcel Vanthilt (en) et Rocco Granata, le jury de Radio 2, le jury de Radio Donna et un jury de représentants d'autres pays participants à l'Eurovision 2002, ainsi que par le public au moyen du télévote.
Lors de cette sélection, c'est le groupe Sergio & The Ladies et la chanson Sister qui furent choisis.

#### 1redemi-finale
La première demi-finale a lieu le 20 janvier 2002.
Les deux premières chansons accèdent à la finale nationale.
| Ordre | Artiste                    | Chanson               | Traduction               | Langue      | Points | Place |
| ----- | -------------------------- | --------------------- | ------------------------ | ----------- | ------ | ----- |
| 1     | Wuyts (nl) & Schepens (nl) | Without Love          | Sans amour               | Anglais     | 52     | 1     |
| 2     | 3 for You                  | You and Me            | Toi et moi               | Anglais     | 17     | 5     |
| 3     | Wim Leys                   | Nooit een dag te laat | Jamais un jour de retard | Néerlandais | 14     | 6     |
| 4     | Sonny                      | All Out of Love       | Tout sauf l'amour        | Anglais     | 40     | 2     |
| 5     | Mistery                    | Hollywood Star        | Étoile d'Hollywood       | Anglais     | 11     | 7     |
| 6     | Kim 'Kay                   | The Sun Shines        | Le soleil brille         | Anglais     | 34     | 3     |
| 7     | Léa Dan                    | Comme une enfant      | –                        | Français    | 18     | 4     |

#### 2edemi-finale
La deuxième demi-finale a lieu le 27 janvier 2002.
Les deux premières chansons accèdent à la finale nationale.
| Ordre | Artiste                 | Chanson                  | Traduction                     | Langue      | Points | Place |
| ----- | ----------------------- | ------------------------ | ------------------------------ | ----------- | ------ | ----- |
| 1     | Incredible Time Machine | The Magic Times          | Les temps magiques             | Anglais     | 22     | 4     |
| 2     | Bennett & Bosman        | Everything               | Tout                           | Anglais     | 26     | 3     |
| 3     | Ivan                    | Time of My Life          | Le moment de ma vie            | Anglais     | 21     | 5     |
| 4     | Tanja Dexters           | When I Look in Your Eyes | Quand je regarde dans tes yeux | Anglais     | 10     | 7     |
| 5     | Luc Schuit              | Meer                     | Plus                           | Néerlandais | 18     | 6     |
| 6     | Severine Doré (nl)      | Wherever You'll Be       | Où que tu seras                | Anglais     | 52     | 1     |
| 7     | Raf Van Brussel (nl)    | Flyin'                   | En volant                      | Anglais     | 37     | 2     |

#### 3edemi-finale
La troisième demi-finale a lieu le 3 février 2002.
Contrairement aux autres demi-finales, seule la chanson arrivée en tête accède à la finale nationale.
| Ordre | Artiste      | Chanson                  | Traduction                | Langue      | Points | Place |
| ----- | ------------ | ------------------------ | ------------------------- | ----------- | ------ | ----- |
| 1     | Raffaele     | I ragazzi di oggi        | Les enfants d'aujourd'hui | Italien     | 25     | 4     |
| 2     | Danaë        | What Goes Up             | Ce qui monte              | Anglais     | 34     | 2     |
| 3     | Jimmy        | Shine On                 | Brille                    | Anglais     | 14     | 6     |
| 4     | Patrick Vinx | Ik kan jou niet vergeten | Je ne peux pas t'oublier  | Néerlandais | 20     | 5     |
| 5     | Iris         | Forever Yours            | Pour toujours à toi       | Anglais     | 33     | 3     |
| 6     | Wade & C     | Paco y Pacita            | Paco et Pacita            | Espagnol    | 13     | 6     |
| 7     | Spark        | Someday                  | Un jour                   | Anglais     | 54     | 1     |

#### 4edemi-finale
La quatrième demi-finale a lieu le 10 février 2002.
Les deux premières chansons accèdent à la finale nationale.
| Ordre | Artiste             | Chanson         | Traduction              | Langue      | Points | Place |
| ----- | ------------------- | --------------- | ----------------------- | ----------- | ------ | ----- |
| 1     | Indiana             | Imitation Love  | Amour d'imitation       | Anglais     | 21     | 4     |
| 2     | Christoff           | Op naar de top  | En route vers le sommet | Néerlandais | 12     | 6     |
| 3     | Peter Elkins        | If I...         | Si je...                | Anglais     | 31     | 3     |
| 4     | Yasmina             | Take This Heart | Prends ce cœur          | Anglais     | 48     | 1     |
| 5     | Sergio & The Ladies | Sister          | Sœur                    | Anglais     | 46     | 2     |
| 6     | Fantasie            | Nananana        | –                       | Anglais     | 7      | 7     |
| 7     | VandaVanda          | All My Love     | Tout mon amour          | Français    | 21     | 4     |

#### Finale
La finale nationale a lieu le 17 février 2002.
| Ordre | Artiste                    | Chanson            | Traduction        | Langue  | Points | Place |
| ----- | -------------------------- | ------------------ | ----------------- | ------- | ------ | ----- |
| 1     | Raf Van Brussel (nl)       | Flyin'             | En volant         | Anglais | 6      | 7     |
| 2     | Severine Doré (nl)         | Wherever You'll Be | Où que tu seras   | Anglais | 17     | 6     |
| 3     | Sonny                      | All Out of Love    | Tout sauf l'amour | Anglais | 20     | 5     |
| 4     | Sergio & The Ladies        | Sister             | Sœur              | Anglais | 52     | 1     |
| 5     | Wuyts (nl) & Schepens (nl) | Without Love       | Sans amour        | Anglais | 22     | 4     |
| 6     | Spark                      | Someday            | Un jour           | Anglais | 39     | 2     |
| 7     | Yasmina                    | Take This Heart    | Prends ce cœur    | Anglais | 30     | 3     |

## À l'Eurovision

### Points attribués par la Belgique
| 12 points | Espagne     |
| 10 points | France      |
| 8 points  | Lettonie    |
| 7 points  | Malte       |
| 6 points  | Royaume-Uni |
| 5 points  | Autriche    |
| 4 points  | Estonie     |
| 3 points  | Chypre      |
| 2 points  | Israël      |
| 1 point   | Suède       |

### Points attribués à la Belgique
| 12 points | 10 points                | 8 points | 7 points            | 6 points  |
| --------- | ------------------------ | -------- | ------------------- | --------- |
|           | - Turquie                |          | - Russie            |           |
| 5 points  | 4 points                 | 3 points | 2 points            | 1 point   |
|           | - Danemark - Royaume-Uni | - Suède  | - France - Lituanie | - Espagne |

Sergio & The Ladies interprètent Sister en 16e position, après la Bosnie-Herzégovine et avant la France. Au terme du vote, la Belgique termine 13e, à égalité avec la Bosnie-Herzégovine et la Slovénie, sur 24 pays avec 33 points.